# Leptognathia tenella
Leptognathia tenella is een naaldkreeftjessoort uit de familie van de Leptognathiidae. De wetenschappelijke naam van de soort is voor het eerst geldig gepubliceerd in 1913 door Hansen.